# Гремячее (муниципальное образование город Новомосковск)
Гремя́чее — село в Тульской области России.
В рамках административно-территориального устройства является центром Гремячевского сельского округа Новомосковского района, в рамках организации местного самоуправления входит в муниципальное образование город Новомосковск со статусом городского округа.

## География
Расположено на реке Проня (южнее вливающейся в Пронское водохранилище). На окончание XIX столетия в бассейне реки Прони, у Гремячего, были видны переслаивающиеся серые глины с углём (толща угля два метра), а внизу жёлтый песчаник.

## История
Осадным головой в Гремячем, в 1616 году, был Григорий Федорович Киреевский.
Ранее в селе располагалась крепость (острог), сохранились Гремячевские карстовые пещеры, часть её подземных укреплений, а в другом источнике указано что село прежде было укреплённым городом, причислявшимся к Московской губернии.
11 октября 1764 года с целью сократить расходы на жалованье воеводам и канцеляристам было велено губернаторам рассмотреть каждому в своей губернии положенные в штаты города и, которые имеют уезды, заключающие не свыше 10 000 душ, такие приписать по удобству к другим городам или же, соединя 2, 3 и 4 таких уезда вместе, приписать к одному городу, наблюдая, чтоб вновь учреждённая воеводская канцелярия была в середине всего соединенного уезда и чтоб такие уезды по соединении не превосходили 30 000 душ; сделать такое расписание, чтоб каждое жительство по возможности приписано было в уезд к ближайшему городу, чтоб никто из жителей не имел напрасного затруднения за всякими делами и нуждами ходить в дальний город.
В 1767 году, Сенат смог рассмотреть губернаторские донесения и решил поднести доклад о таких распоряжениях: В Рязанской провинции в городах Сапожке, Печеринках и Гремячеве воеводскому правлению не быть, в Сапожке учредить комиссарство, а в других никакому правлению не быть, приписать Печерники к Пронску, а Гремячев к Михайлову, возможно после этого, с течением времени, у него и поменялось название.
На окончание XIX столетия село Гремячее в составе Веневского уезда, Тульской губернии, и в нём проживало до 6 000 жителей обоего полу.
Одна из улиц села названа в честь Героя Советского Союза Ирины Фёдоровны Себровой.
В 1926—1927 и 1946—1958 годах Гремячее было центром Гремячевского района.

## Население
| 2002 | 2010  |
| ---- | ----- |
| 1494 | ↘1337 |

По данным Всероссийской переписи 2010 года, численность населения составляла 1337 человек, из них 612 мужчин (45,8 %) и 725 женщин (54,2 %).

## Инфраструктура
В селе есть образовательная школа, детская школа искусств, детский сад, Дом культуры, сельская библиотека, участковая больница, отделение почтовой связи, отделение банка, МФЦ, магазины, две гостиницы, Свято-Казанский храм.